# 維珍移動
維珍電信（英語：Virgin Mobile）是一個電信品牌，在多個國家授權予不同的電信公司經營。

## 历史
維珍流動分別在加拿大、智利、南非、英國、波蘭、愛爾蘭、俄羅斯、沙烏地阿拉伯、哥倫比亞、阿拉伯聯合大公國、墨西哥有授權品牌。而維珍流動亦曾嘗試進軍新加坡及卡塔爾，最後失敗。澳洲、印度、法國、美國的授權業務已結束。
每個不同地方的業務均獨立於其他地方。在每個提供服務的地方，該處的業務均會與維珍集團或其他電訊公司合作。

## 現有品牌

### 加拿大維珍流動
維珍流動加拿大（VMC）經歷了2008年的大幅增長，在全國開設了約60間維珍店铺。維珍店铺針對18-35歲的顧客，並經常以便利店形式出現在商場裡。VMC連續四年獲得了J.D. Power and Associates的年度獎，成為預付無線上網服務客戶滿意度最高獎。2009年5月，Bell Mobility以1.42億加拿大元收購VMC。2010年初，VMC在加拿大各地的VMS和網上推出iPhone3G、3GS、4預付月費計劃，使VMC繼Fido Solutions、Rogers Wireless、研科及Bell Mobility後第五個推出iPhone計劃。

### 智利維珍流動
2012年4月，维珍移动与智利当地最大的电讯公司Movistar签订合作协议并正式进入智利通讯市场。2012年6月，智利维珍移动宣布计划在2012年内成为智利最大的移动虚拟运营商。

## 过往品牌

### 澳洲維珍流動
維珍流動澳洲（VMA）是一家总部在澳洲悉尼的電信公司，使用Optus网络。他們透過在悉尼、墨爾本、布里斯班的旗艦店和經營電話銷售及網絡的商店出售。

### 法國維珍流動
维珍移动于2006年4月3日正式进入法国市场，并成为法国第四大电讯公司，拥有200万用户。法国维珍移动也是第一个在法国推行无限短信合约的手机运营商。

## 外部連結
- 總站 （页面存档备份，存于）
  - 維珍流動英國 （页面存档备份，存于）
  - 維珍流動愛爾蘭 （页面存档备份，存于）
  - 維珍流動美國 （页面存档备份，存于）
  - 維珍流動加拿大 （页面存档备份，存于）
  - 維珍流動澳洲 （页面存档备份，存于）
  - 維珍流動南非 （页面存档备份，存于）
  - 維珍流動墨西哥 （页面存档备份，存于）
  - 維珍流動智利 （页面存档备份，存于）
  - 維珍流動哥倫比亞 （页面存档备份，存于）
  - 維珍流動秘魯
  - 維珍流動波蘭 （页面存档备份，存于）
  - 維珍流動沙特阿拉伯 （页面存档备份，存于）